# Роберт (лялька)
Роберт, також відомий як Лялька Роберт або Зачарована лялька Роберт. Саме Роберт надихнув на створення Чакі, ляльки з фільму жахів 1988 року «Дитяча гра». Проклята лялька стала неодмінним атрибутом примарних турів по Кі-Весту з того часу, як була передана до Fort East Martello Museum. Зовнішньо Роберт нагадує американського моряка початку XX століття. Всупереч поширеній думці, волосся ляльки не з волосся людини, а скоріше, складається з синтетичного матеріалу, що нагадує вовняну пряжу.

## Історія
Імовірно, Роберт Юджин Отто отримав ляльку в 1906 році від слуги з Багамських островів, який був майстром чорної магії і вуду. Незабаром після цього, сім'я помітила, що є щось моторошне в цій ляльці. Побутує думка, що Юджин назвав ляльку свою честь. Батьки Юджина часто чули, як він розмовляв з лялькою і лялька відповідала. Хоча спочатку вони й припускали, що Юджин просто відповідає сам собі зміненим голосом, вони стверджували, що тільки потім усвідомили, що лялька насправді говорила.
Сусіди стверджували, що бачили як лялька дивиться на них з різних вікон коли сім'ї не буває вдома. Іноді лялька видає страхітливий смішок, і сім'я Отто миготіли це працює з кімнати в кімнату. Вночі Юджин закричав, а коли його батьки прибігли до кімнати, меблі були перекинуті, а Юджин в ліжку виглядав неймовірно страшно, кажучи їм, що «Роберт зробив це!». Крім того, гості стверджують, що бачили прямо перед очима зміни на обличчі Роберта, і, що він часто кліпав очима.
Коли Юджин помер в 1974 році, лялька залишилася на горищі, поки будинок не купили знову. Нове сімейство мало десятирічну доньку, яка стала новим власником Роберта. Це не було не задовго до того, як дівчинка стала кричати ночами, стверджуючи, що Роберт переміщується по кімнаті і навіть намагався напасти на неї декілька разів. Більше тридцяти років потому, вона все ще казатиме інтерв'юерам, що лялька була живою і хотіла убити її. У 1994 році Роберт був переданий у музей Кі-Уеста, і був поміщений під скляну вітрину, де його можна побачити і сьогодні.

## Книги
- Robert B Durham: Modern Folklore. Lulu.com, Raleigh (North Carolina) 2015, ISBN 1-31290-969-2, p. 335—337.
- Jason Karl: 21st Century Ghosts. New Holland Publishers, 2007, ISBN 1-84537-537-8, p. 140—141.

## Інтернет
- http://www.robertthedoll.org/